# Martin Fabík
Martin Fabík (* 28. července 1935) byl slovenský a československý politik Komunistické strany Slovenska a poslanec Sněmovny národů Federálního shromáždění za normalizace.

## Biografie
K roku 1971 se profesně uvádí jako předseda JZD. K roku 1976 jako ředitel Okresní zemědělské správy.
Ve volbách roku 1971 zasedl do slovenské části Sněmovny národů (volební obvod č. 125 - Zvolen II, Středoslovenský kraj). Mandát obhájil ve volbách roku 1976 (obvod Zvolen II) a volbách roku 1981 (obvod Zvolen II). Ve FS setrval do konce funkčního období, tedy do voleb roku 1986.